# Nunc dimittis

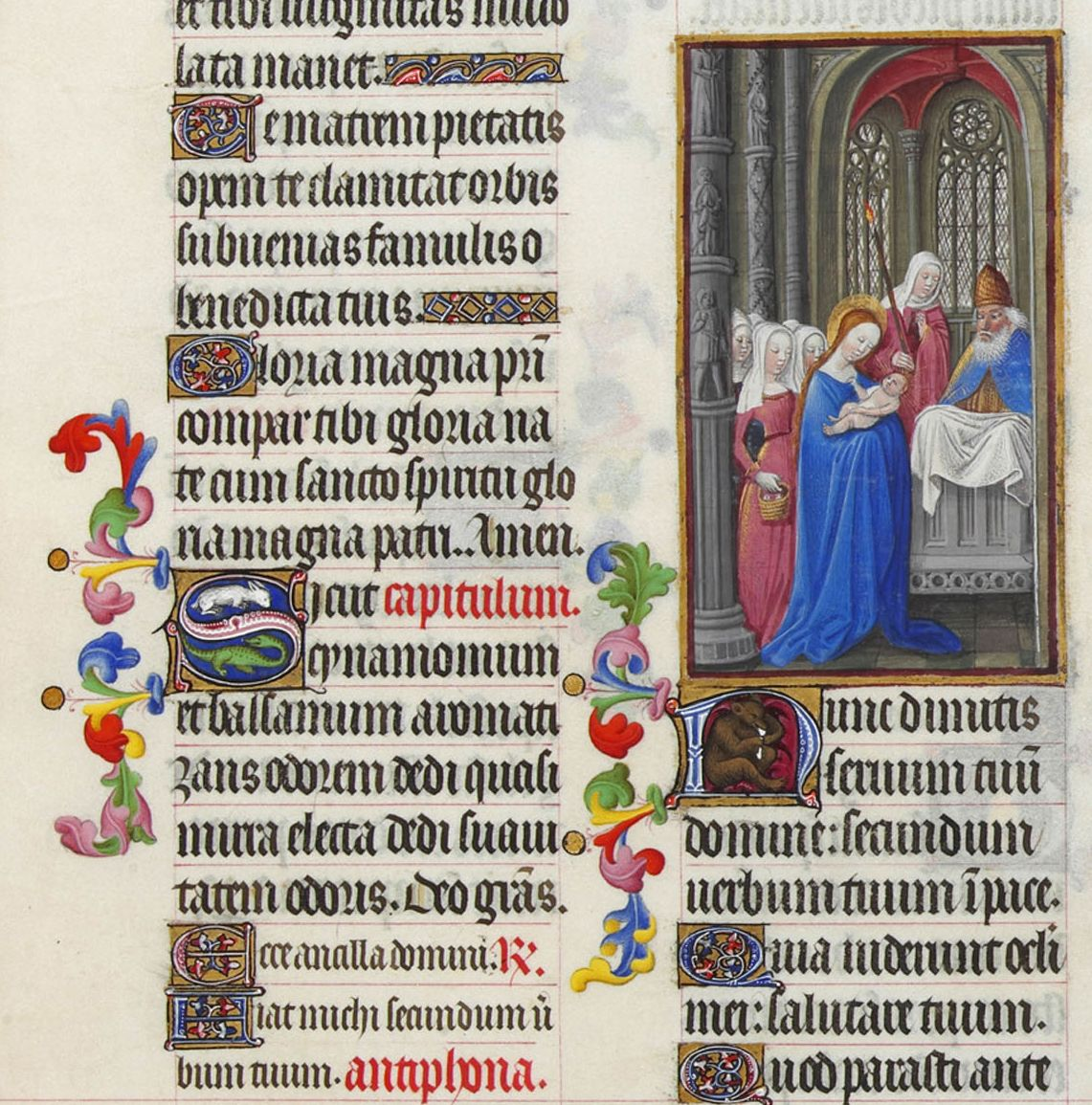
"Nunc dimittis", folio 63 från Très Riches Heures du Duc de Berry.

Nunc dimittis eller Symeons lovsång är en lovsång i Nya Testamentet (Lukasevangeliet 2:29–32). Symeon var en gammal man som ofta befann sig i Jerusalems tempel vid tiden för Kristi födelse. När Jesus var 40 dagar gammal, frambars han i templet enligt reglerna i Gamla Testamentet. Symeon möter då den lille och utbrister i denna lovprisning. Nunc dimittis (ordagrant: "Nu låter du gå") är de första orden i den latinska översättningen.
Sången ingår i den liturgiska tidebönstraditionen i den sena kvällsbönen completoriet.
Latinsk text
Nunc dimittis servum tuum, Domine, secundum verbum tuum, in pace:
Quia viderunt oculi mei salutare tuum
Quod parasti ante faciem omnium populorum:
Lumen ad revelationem gentium, et gloriam plebis tuae Israel.
Grekisk text
Nῦν ἀπολύεις τὸν δοῦλόν σου, δέσποτα, κατὰ τὸ ῥῆμά σου ἐν εἰρήνῃ,
ὅτι εἶδον οἱ ὀφθαλμοί μου τὸ σωτήριόν σου,
ὃ ἡτοίμασας κατὰ πρόσωπον πάντων τῶν λαῶν,
φῶς εἰς ἀποκάλυψιν ἐθνῶν καὶ δόξαν λαοῦ σου ᾿Ισραήλ.
Svensk text
Herre, nu låter du din tjänare gå hem, i frid som du har lovat.
Ty mina ögon har skådat frälsningen
som du har berett åt alla folk,
ett ljus med uppenbarelse åt hedningarna och härlighet åt ditt folk Israel.